# Boavida Olegario
Boavida Olegario é um futebolista timorense. Atualmente, atua como meio-campista da Seleção Timorense de Futebol.